# Alangana
Alangana est une localité du Cameroun, située dans l'arrondissement (commune) d'Akonolinga, le département du Nyong-et-Mfoumou et la région du Centre.

## Population
En 1961, Alangana comptait 313 habitants, principalement des Yebekolo. Lors du recensement de 2005, on y a dénombré 209 personnes.

## Personnalités liées à Alangana
- Mgr Raphaël Marie Ze, évêque catholique né à Alangana en 1932.